# Абулфаз Елчибеј
Абулфаз Гадиргулу оглу Алијев (азер. Əbülfəz Qədirqulu oğlu Əliyev / Әбүлфәз Гәдиргулу оғлу Әлијев; Келеки, 24. јун 1938 — Анкара, 22. август 2000), познатији као Абулфаз Елчибеј (азер. Əbülfəz Elçibəy / Әбүлфәз Елчибәј), био је азерски политичар, историчар, преводилац и професор. Био је на функцији председника Азербејџана од 17. јуна 1992. године до 1. септембра 1993. године.